# 파로스섬
파로스섬(그리스어: Πάρος)은 그리스 에게해 중부 키클라데스 제도에 위치한 섬이다. 낙소스섬의 서쪽에 위치해 있으며 약 8km 떨어진 해협으로 분리되어 있다. 파로스섬의 행정구역상 면적은 본섬과 무인도 외섬을 포함해 196.3km2에 달하며, 인구는 2011년 기준으로 총 13,715명이다. 섬에서 가장 가까운 지자체는 남서쪽에 위치한 안티파로스섬이다.
고대에는 도시국가인 파로스가 자리해 있었으며, 파로스 대리석이라는 고품질 순백색의 대리석 산지로 유명했다. 지금도 파로스 대리석과 비슷한 고품질의 대리석이나 도자기를 '파로스 (파리안)'이라 부른다. 현재는 채석장과 광산업은 폐광된 모습이 많지만 섬 자체로 인기 있는 관광지로 부상하여 많은 관광객이 찾고 있다.

## 지리
파로스섬의 면적은 165km2이다. 최대 길이는 21km, 최대 폭은 16km에 달한다. 서양배 모양을 띄고 있으며 섬 가운데에는 해발 724m의 산 하나가 우뚝 선 가운데 연안을 따라 평지가 이어진 모습이다. 파로스섬의 지질은 대리암이나 편마암이나 결정편암도 소수 발견된다.
파로스섬 서쪽으로는 이웃섬인 안티파로스섬이 있다. 두 섬 사이에는 좁은 해협이 있는데 가장 가까운 거리로 따지면 2km에 불과할 정도로 가깝다. 두 섬 간에는 차량과 승객을 나르는 페리선이 매일 운행되며, 파리키아로부터 남쪽으로 5km 떨어진 포운다 항구에서 탈 수 있다. 안티파로스섬 외에도 파로스섬 주면에는 작은 무인도가 열몇개 남짓 분포해 있다.
파로스섬의 제1도시는 파리키아이며 이밖에도 여러 마을이 섬 내에 분포해 있다. 해수욕장도 섬 곳곳에 있어 동쪽 연안의 드리오스 인근의 '황금해변' (Chrissí Aktí)이 유명하며, 이밖에도 포운다, 로가라스, 피소리바디, 나우사만, 파리키아, 아기아이리니 등지에 해변이 있다. 또 파로스섬과 낙소스섬 사이의 바다는 강풍이 불어 윈드서핑의 명소로 알려져 있다.

## 역사

### 고대

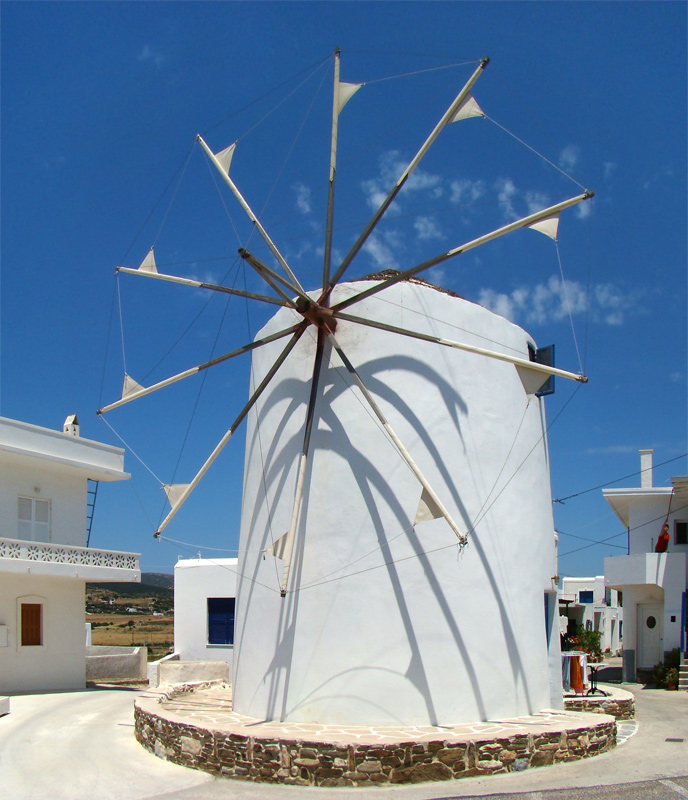
키클라데스 제도에서 볼 수 있는 전통 양식을 따른 마르마라의 풍차

파로스섬의 태초에 대해서는 파라시아의 파로스가 아르카디아인들과 함께 섬을 개척했으며 섬의 이름도 그로부터 유래됐다는 전설이 전해지고 있다. 고대 그리스 시기에는 플라테이아 (팍티아), 데메트리아스, 히리아, 힐레사, 미노아, 카바르니스 등으로 다양하게 불렸다.
파로스는 아테네로부터 이오니아 식민지를 할양받아 번영을 이루었다. 다르다넬스 해협의 타소스섬과 파리움에 식민지를 건설하기도 하였다. 타소스섬의 경우 제15대~제18대 올림피아드 시기에 파로스섬 출신의 시인 아르킬로코스가 개척에 나섰다고 전해지고 있다. 기원전 385년경에도 파로스섬 사람들은 시라쿠사의 디오니시오스 1세와 함께 일리리아 연안 섬 (지금의 크로아티아 흐바르섬)에 식민지 개척에 나섰다는 기록이 남아 있다.
페르시아 전쟁 발발 시점에는 낙소스의 속국이 된 것으로 보인다. 기원전 490년 제1차 그리스-페르시아 전쟁이 발발하자 파로스는 페르시아 편에 섰고, 전투가 벌어지던 마라톤으로 트리에레스 함선을 보내 지원하였다. 그리스 진영은 이에 대한 보복으로 밀티아데스가 이끄는 아테네 함대를 파견해 섬을 포위하고 100달란트의 벌금을 내놓으라고 요구하였다. 그러나 파로스섬은 격렬하게 저항했고, 아테네군은 26일간의 포위 공격 끝에 섬을 버리고 떠날 수밖에 없었다. 포위전 당시 밀티아데스는 파로스섬의 테스모포로스 데메테르 신전에서 허벅지에 상처를 입었고 이후 이 상처가 썩어들어가면서 죽음을 맞이하게 된다. 신전의 위치에 대해서 헤로도토스는 마을 경계 너머 낮은 언덕에 자리했다고 전하는데, 훗날 독일의 고고학자 루트비히 로스가 비문을 조사해 실제 위치를 확인함으로써 사실로 드러났다.

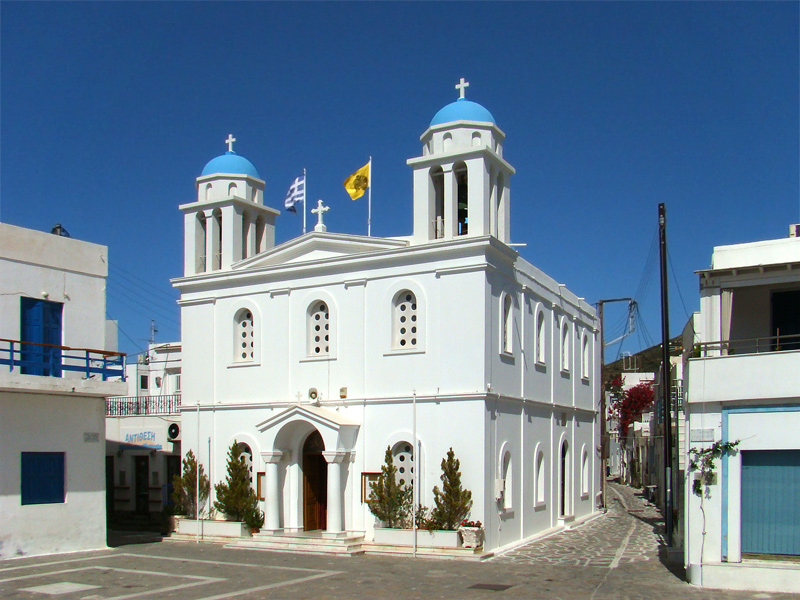
파리키아의 주도호스 피기 교회

기원전 480년~479년 제2차 그리스-페르시아 전쟁에서도 파로스섬은 그리스 진영에 맞서 페르시아 제국의 크세르크세스 1세의 편에 서서 참전하였으나, 아르테미시온 해전 이후 파로스 함대는 큰 피해를 입고 키트노스섬에 머무르며 전쟁의 추이를 지켜보게 되었다. 전쟁이 그리스의 승전으로 마무리되자 아테네의 총사령관 테미스토클레스는 파로스섬 사람들에게 페르시아 측을 도운 죄로 무거운 벌금을 내렸다.
이후 파로스섬은 아테네가 주도하는 해상연합 델로스 동맹에 소속되어 섬 지역 가운데서는 가장 높은 공부금을 대납하였는데, 동시기 역사학자 올림피오도로스의 추산에 따르면 해마다 30달란트를 바쳤던 것으로 전해진다. 이 기록으로 파로스섬은 에게해에서도 제일 잘 사는 섬이었음을 알 수 있다. 당시 파로스섬의 정치 구조에 대해서는 남아있는 기록이 별로 없지만, 관련 명문을 통해 밝혀진 바로는 아테네 민주주의에 기반을 두고 행정부로는 500인 평의회 (불레)를 중심으로 국가 중대사를 결정했던 것으로 보인다. 그러나 기원전 410년 아테네 장군 테라메네스가 파로스섬을 찾았을 때에는 과두제가 시행되고 있었고, 테라메네스가 과두정을 폐하고 민주정으로 복구시켰다는 기록이 전해진다. 기원전 378년에는 2차 아테네 동맹에 참여하였으나 기원전 357년 히오스섬과 함께 아테네 동맹에서 탈퇴하면서 연을 끊었다.
헬레니즘 시대에 들어서면서 키클라데스 제도는 이집트의 프톨레마이오스 왕국에 복속되었는데 정황상 이때 파로스섬도 함께 복속된 것으로 여겨지고 있다. 이후 그리스 전역과 더불어 로마 제국의 영토가 되었고, 동로마 제국 시기까지 계속해서 남아 있었다.

### 중세와 근현대

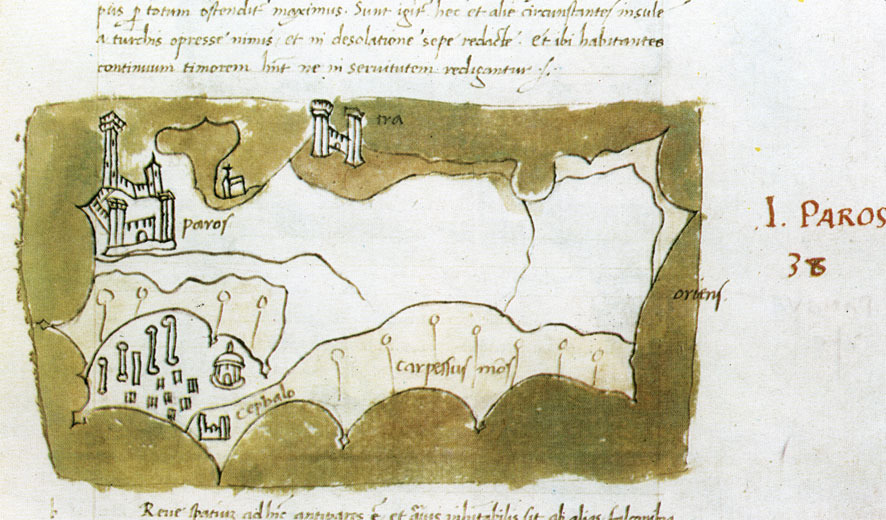
15세기 크리스토포로 부온델몬티의 파로스섬 지도

1204년 제4차 십자군이 콘스탄티노폴리스를 점령하고 동로마 제국을 전복시켰다. 이 시기 동로마 제국의 잔존 세력으로 남은 니케아 제국은 십자군의 맹공격에도 살아남아 1261년 콘스탄티노폴리스를 회복하기에 이른다. 하지만 파로스섬을 비롯한 그리스 도서지역은 십자군 세력에 의해 동로마 제국의 영토로 돌아가지 못하고 낙소스 공국의 관할이 되었다. 에게해의 여러 섬을 아우르는 공국이었던 낙소스 공국은 명목상으로는 십자군 국가의 일원으로서 베네치아 공작이 다스렸으나, 실질적으로는 베네치아 공화국의 종속국이었다.
1537년 오스만 제국의 낙소스 공국 침공으로 파로스섬은 오스만 제국의 영토가 되었다. 1770년~1775년 러시아-튀르크 전쟁 당시 러시아 제국은 나우사만 일대를 알렉세이 올로프 백작이 지휘하는 러시아 해군편대의 기지로 삼았다. 1821년 그리스 독립 전쟁이 발발하고 1832년 콘스탄티노플 협약 체결로 신생 독립국 그리스 왕국이 탄생하면서, 파로스섬은 수세기 만에 그리스인이 다스리는 영토로 되돌아왔다. 독립전쟁 당시 파로스섬 출신의 만토 마우로게누스라는 여인이 전쟁 자금을 지원하고 전투에도 직접 나서면서 그리스 민족주의자들의 영웅으로 떠올랐다. 만토 마우로게누스의 생가는 에카톤타필리아니 교회 인근에 현재도 남아 있으며 사적지로 유명하다.
2000년 9월 26일, 유람선 MS 익스프레스 사미나가 파리키아만을 항해하던 도중 포르테스섬과 충돌하여 침몰하는 사고가 있었다. 이 사고로 승객 82명이 사망했다.

## 특산품

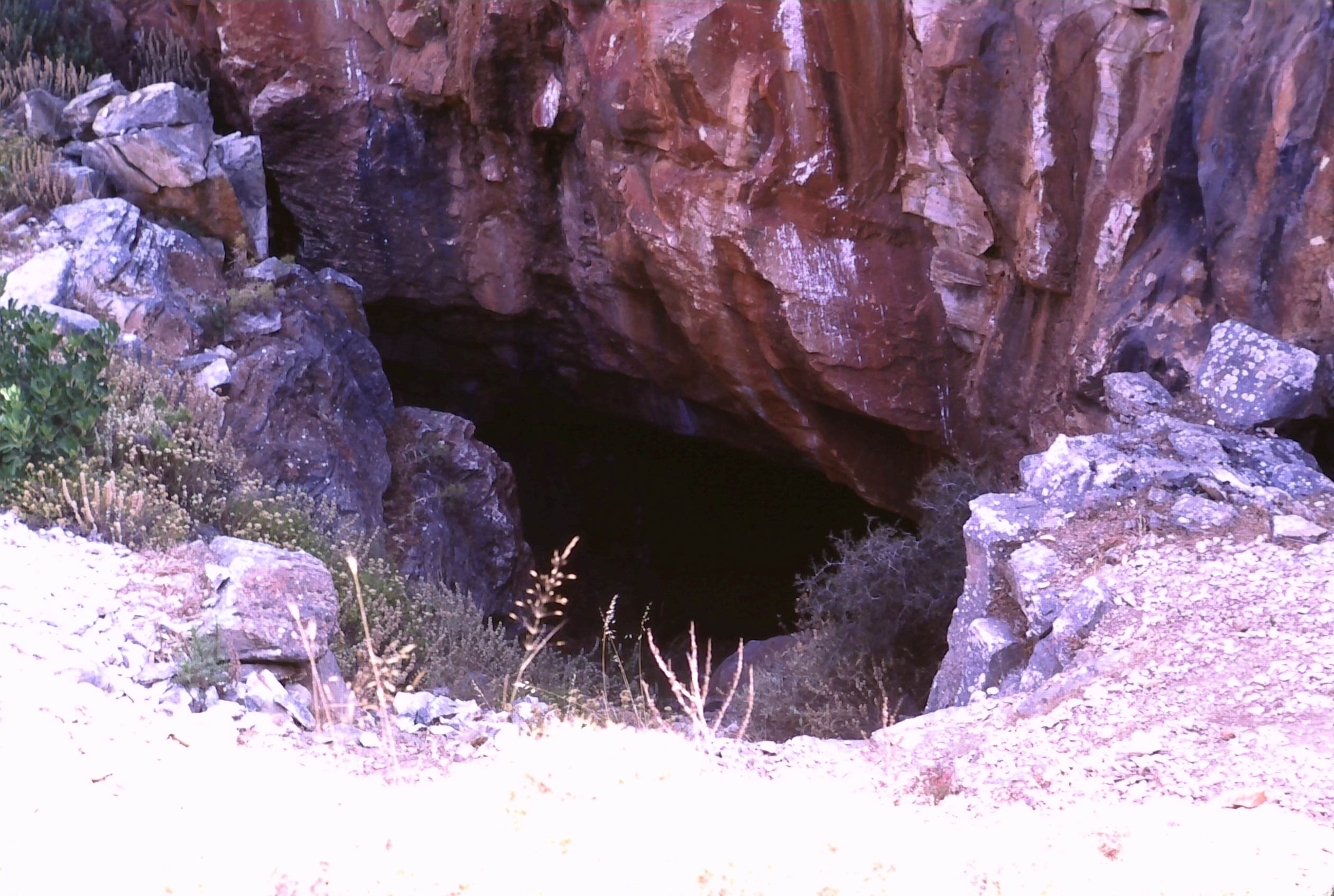
파로스섬에 남아 있는 고대 대리석 채석장. 밀로의 비너스상에 쓰인 대리석이 바로 이곳 100m 지하에서 채취된 것으로 추정되고 있다.

파로스섬에는 파로스 대리석이라는 고품질의 대리석이 나는 것으로 유명하다. 파로스 대리석은 순백색에 투명기를 띄고 있으며 입자가 굵고 아름다운 질감을 지니고 있어, 예로부터 파로스섬이 부를 축적하는 데 기여한 특산품으로 자리매김했다. 파로스섬의 대리석 산지로는 성 미나스 수녀원 유적 바로 아래에 위치한 마라티산 (카프레소산)이 가장 유명했다.
파로스 대리석은 기원전 6세기경부터 채취되기 시작하였으며 프락시텔레스를 비롯한 고대 그리스의 조각가들이 애용했던 것으로 알려져 있다. 지하 채석장에서 암석에 수평이나 수직 방면으로 구멍을 뚫어 채취하였고, 그 과정에서 등불에 의지하였기 때문에 대리석을 등불을 뜻하는 '리크노스'에서 따와 '리크니테스' (lychnites), '리크네우스' (lychneus), '리그도스' (Lygdos)라 부르기도 하였다. 고대에 쓰인 채석장 구멍은 지금도 곳곳에서 찾아볼 수 있으며, 그리스 신화 속의 판이나 님프가 사는 구멍이라는 설화도 전해져 내려오고 있다.
근대에 이르러서도 대리석을 채취하려는 시도가 몇 차례 있었으나 현재로서는 그 양이 별로 많지 않은 것으로 조사되고 있다. 지금까지 남아있는 대리석 산지는 국가에서 소유하고 있으며, 이곳에서 채취된 대리석의 용도도 문화재 복원용으로 한정되어 있는데 이는 고대의 또다른 유명 대리석 산지였던 펜텔리코산의 대리석과 비슷한 사례다.

## 출신 인물
고대
- 아고라크리투스 (기원전 5세기경) - 조각가
- 아르킬로코스 (기원전 680년~645년경) - 시인
- 스코파스 (기원전 395년~350년경) - 조각가, 건축가
- 티라시메데스 (기원전 4세기경) - 조각가
- 티마리다스 (기원전 400년~350년경) - 수학자

근현대
- 누르바누 술탄 (세실리아 베니에르바포, 1525년~1583년) - 오스만 제국의 군주 무라트 3세의 어머니
- 바실리스 아르기로풀로스 (1894년~1953년) - 배우
- 니콜라스 마우로게네스 (1738년~1790년) - 왈라키아의 왕자
- 아타나시우스 파리오스 (1721/22년~1813년) - 신학자
- 만토 마우로게누스 (1796년~1848년) - 그리스 독립전쟁의 영웅
- 야니스 라구시스 (1965년~) - 그리스 정치인
- 야니스 파리오스 (1946년~) - 음악가

## 갤러리

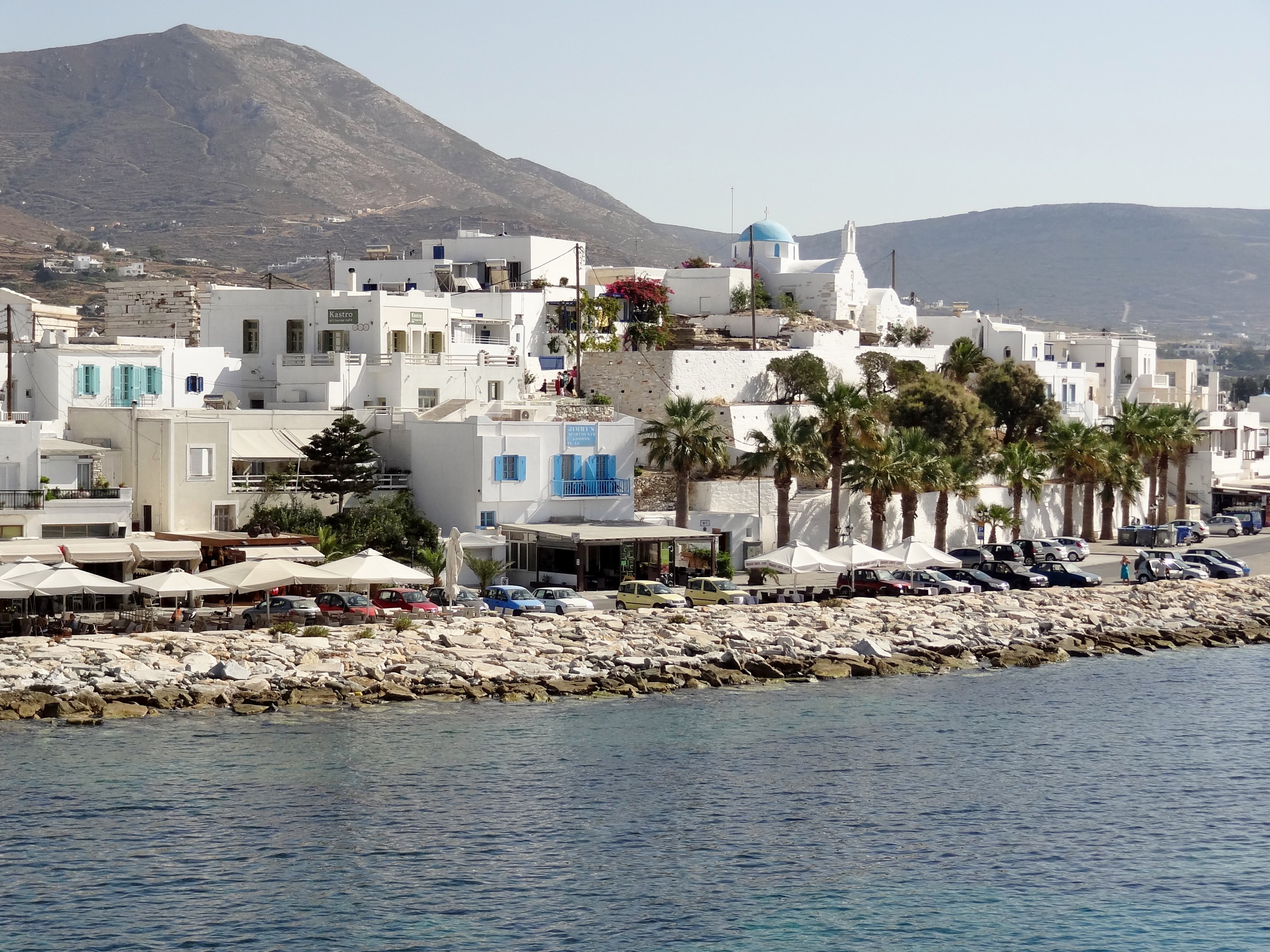
파로스섬 제1도시 파리키아
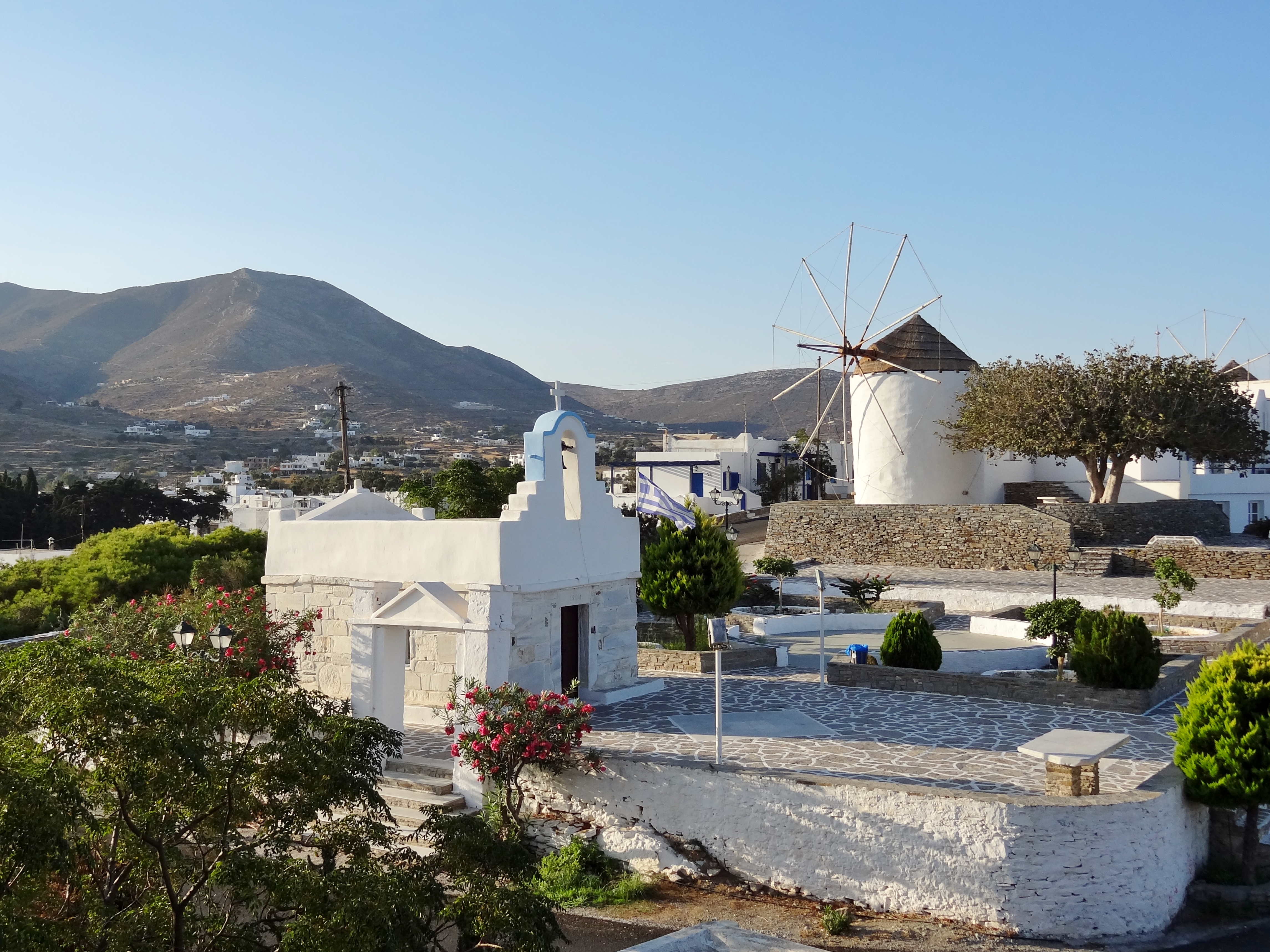
파리키아의 아기아 안나
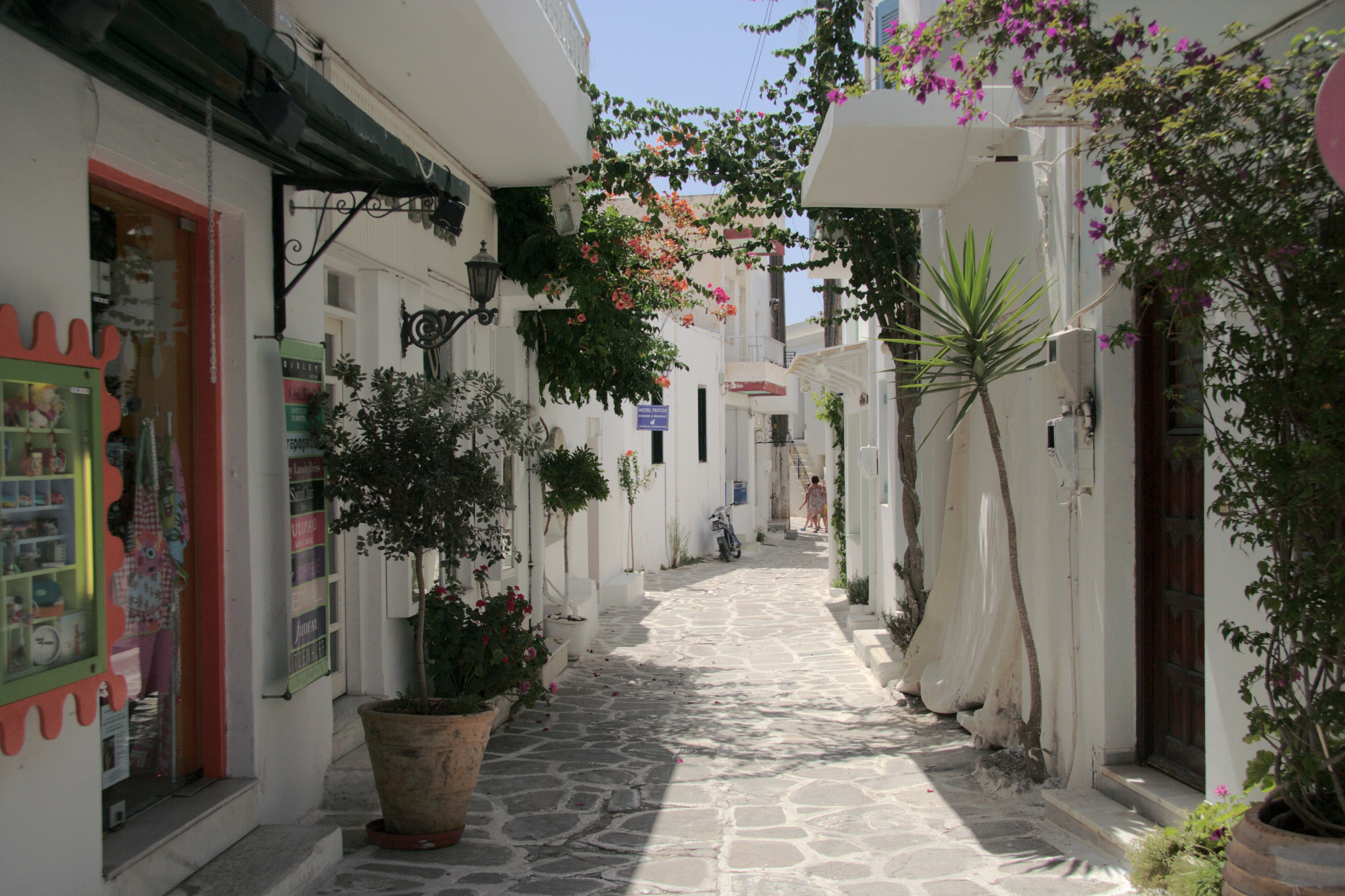
파리키아의 거리
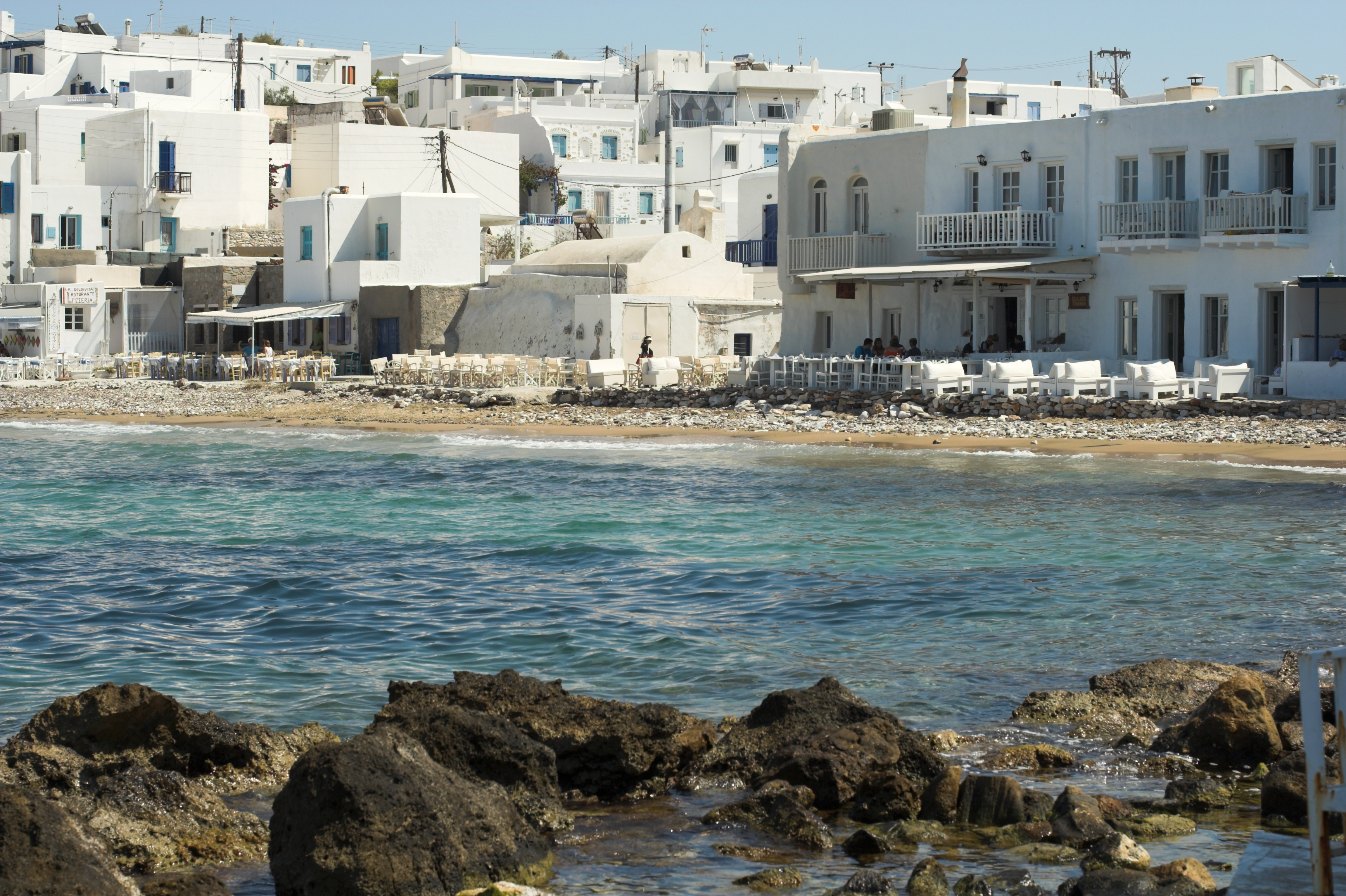
나우사
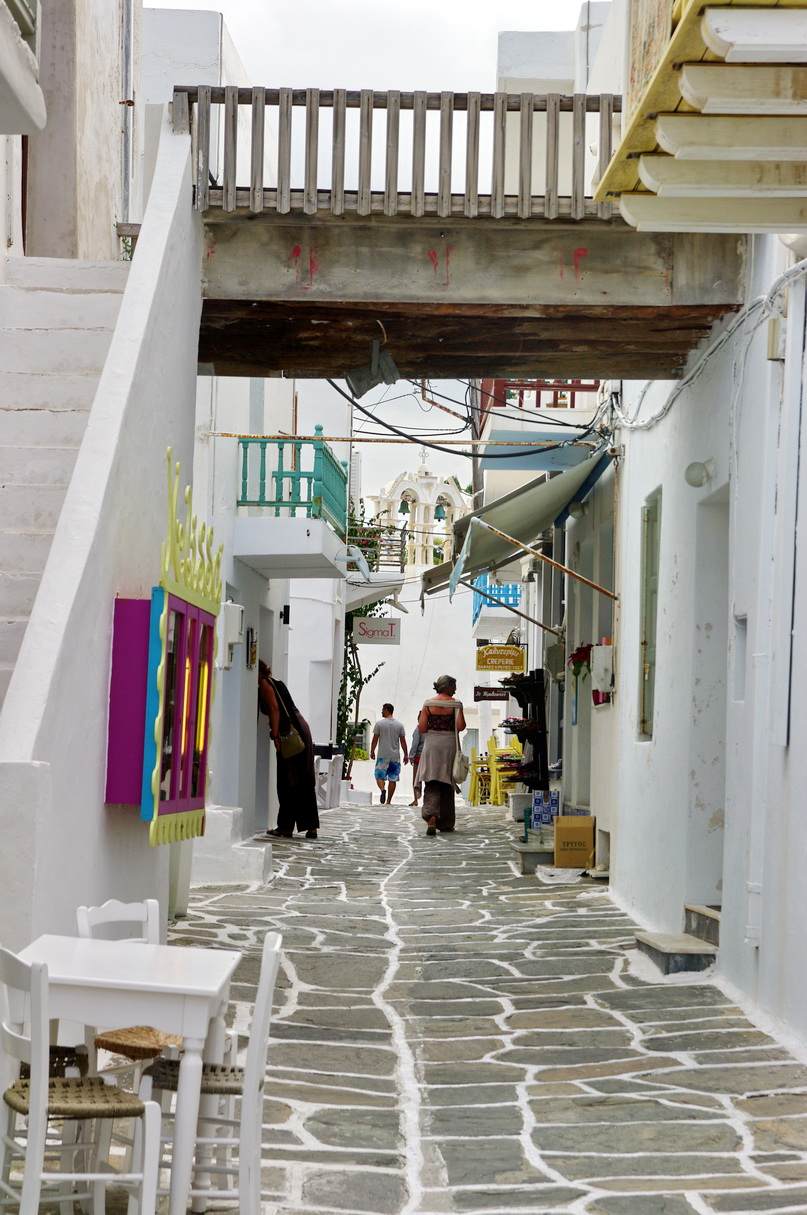
나우사의 거리
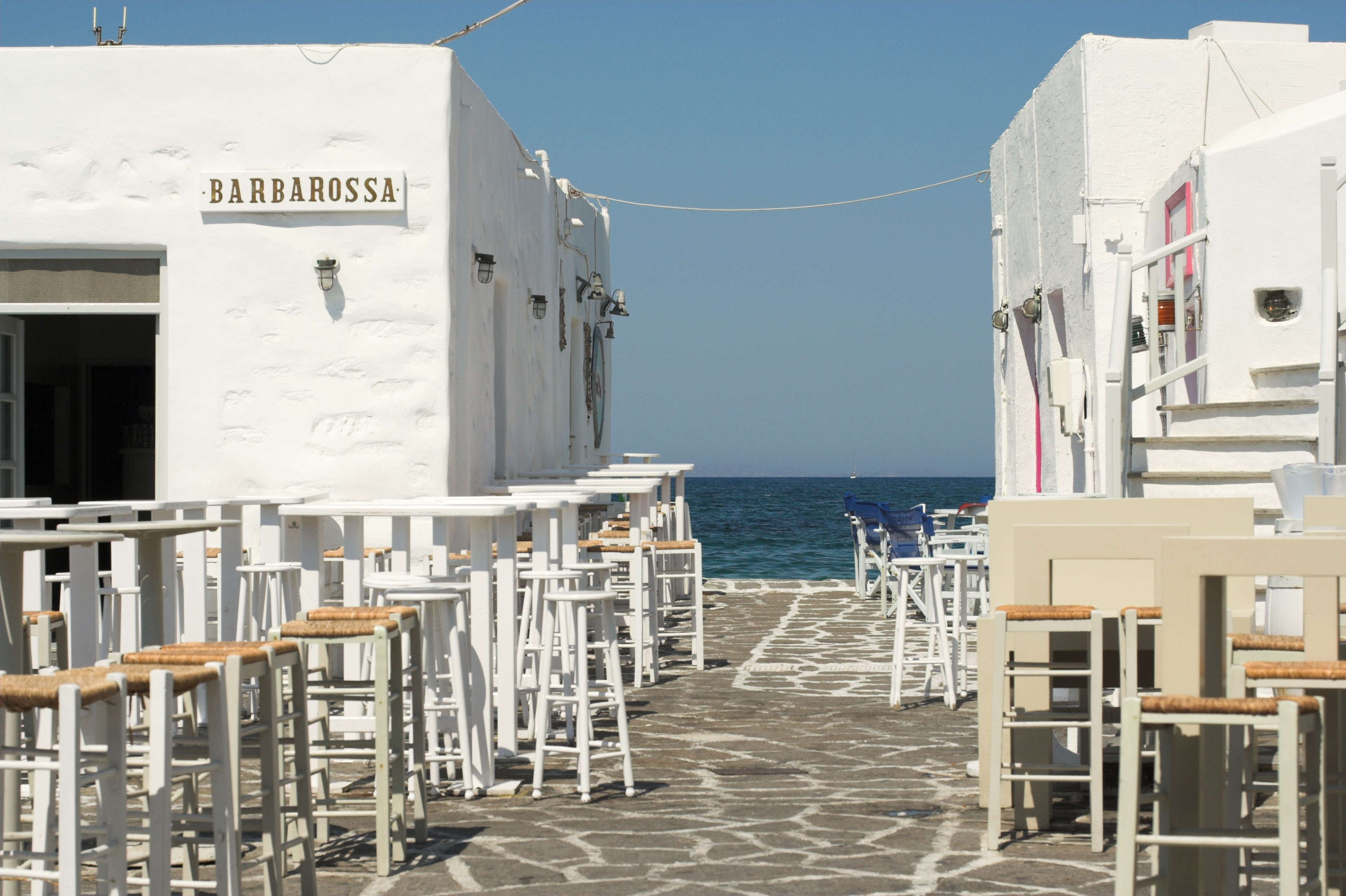
나우사의 해변
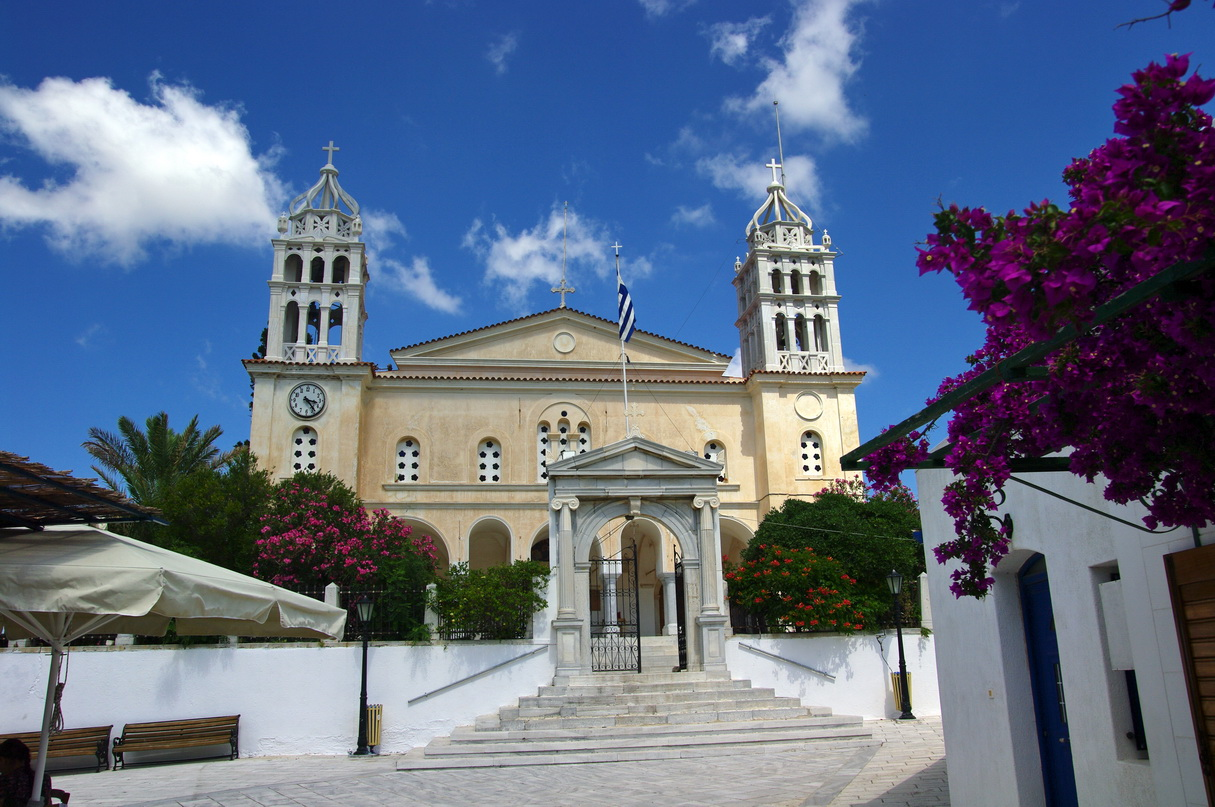
레프케스의 교회
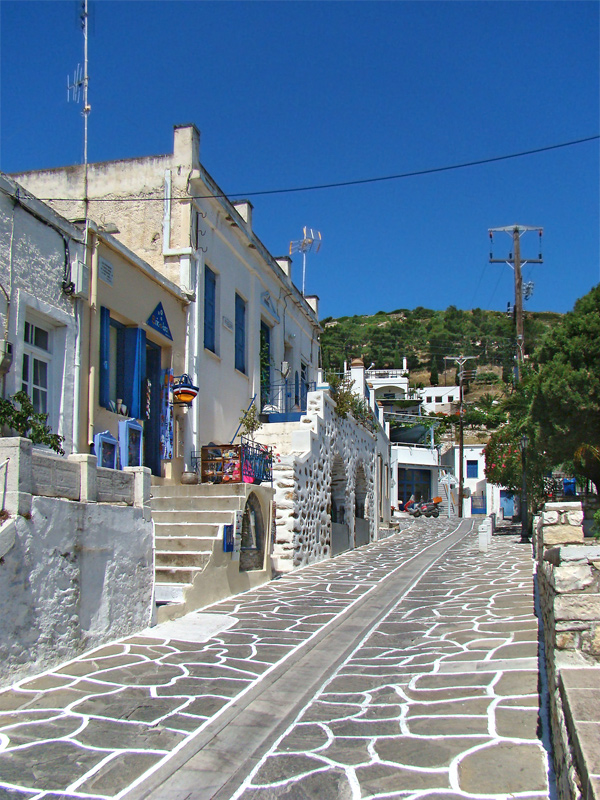
레프케스의 거리
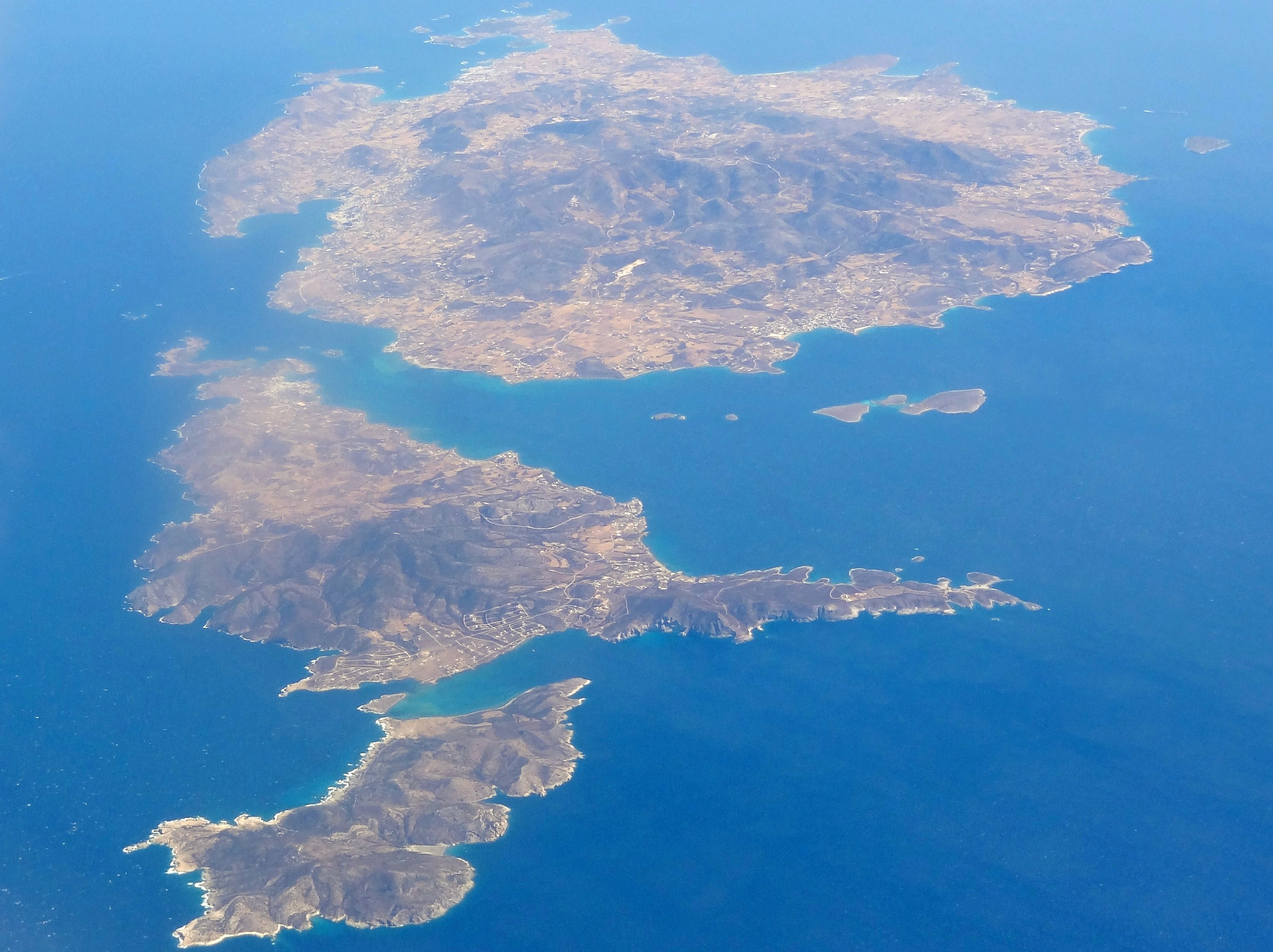
파로스섬과 안티파로스섬, 데스포티코섬
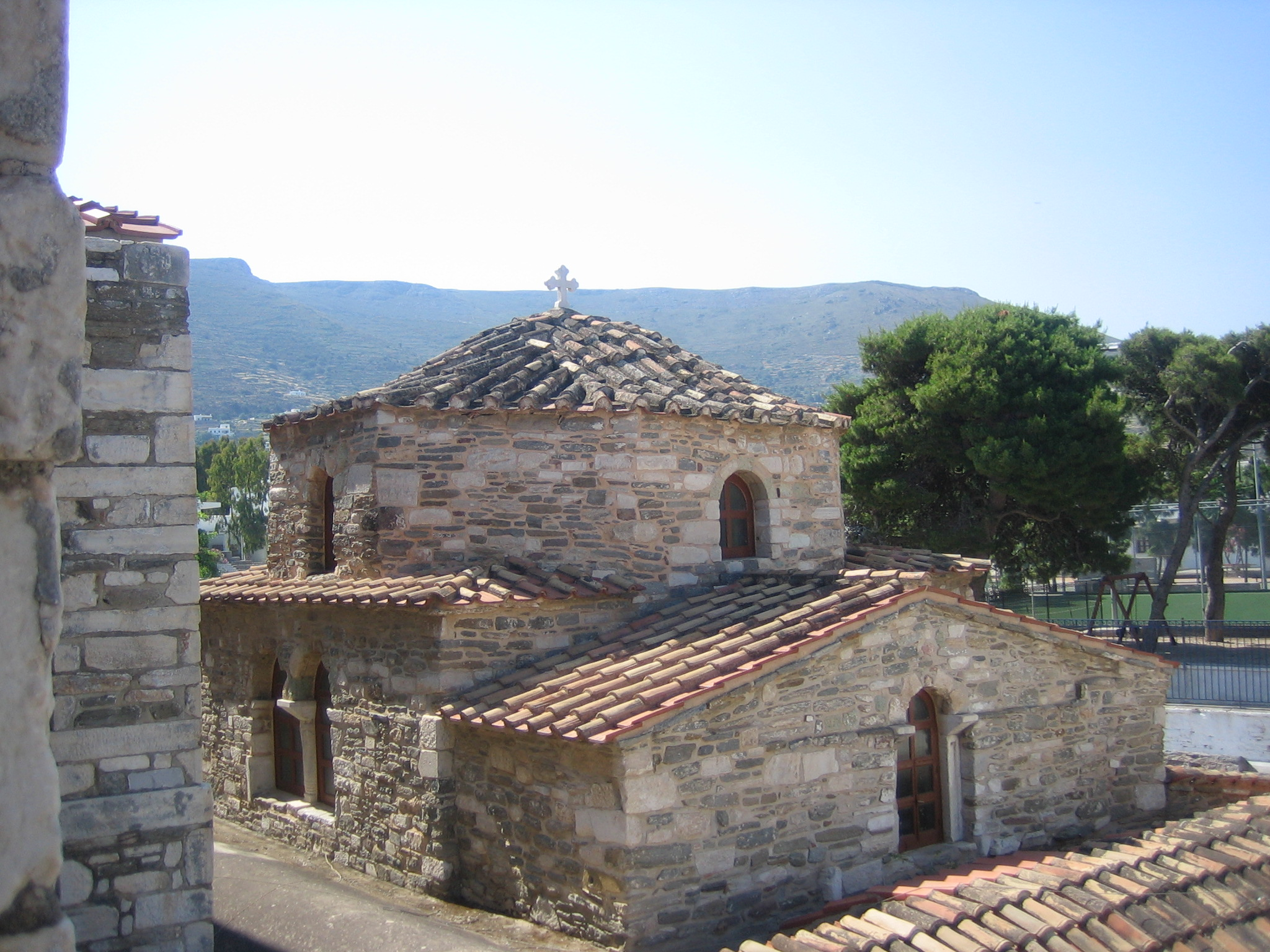
에카톤타필리아니 교회
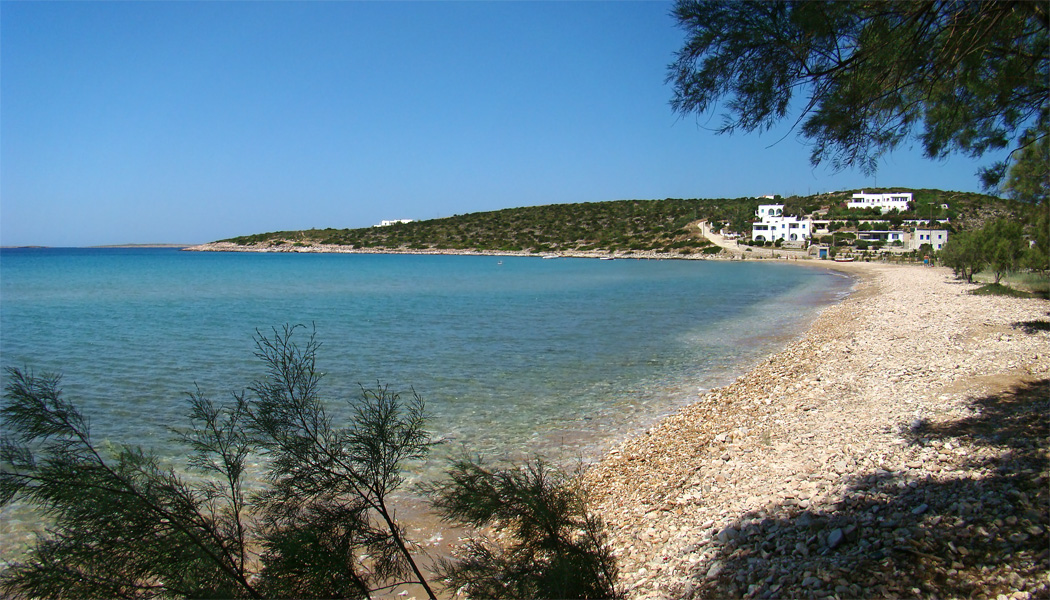
알리키 해변
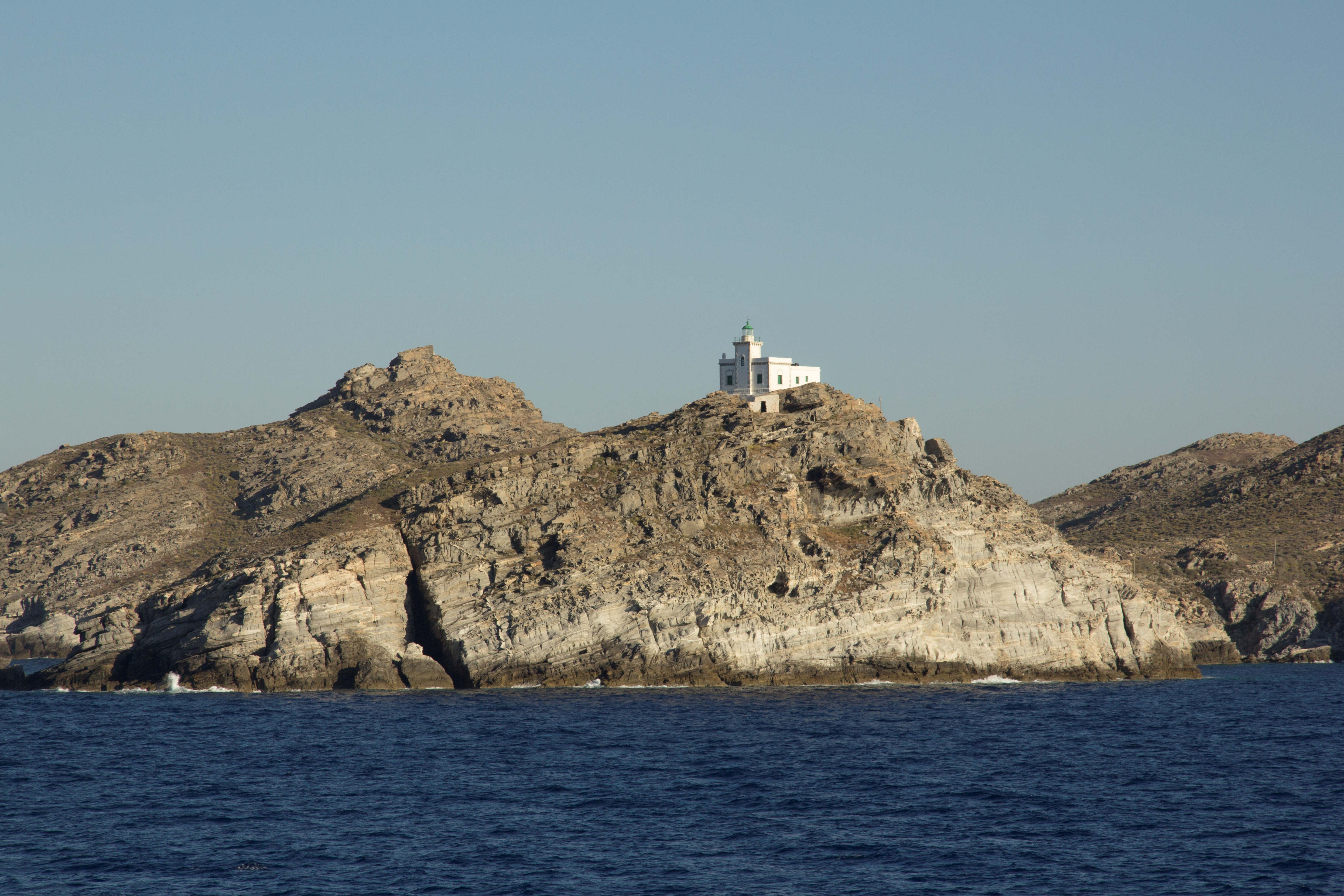
파로스섬의 오래된 등대

## 같이 보기
- 키클라데스 제도